# 小牧隆之
小牧 隆之（こまき たかゆき）は関西地方を中心に活躍するスポーツライター・競馬評論家である。

## 人物
産業経済新聞社社員として活躍していた頃、同社の発行するスポーツ新聞・サンケイスポーツ、およびかつての系列新聞社・大阪新聞に出向して、中央競馬のトラックマンとして記事を出稿。その後産経新聞社を退社し、フリーの競馬ライターとして独立。

## 出演番組
- グリーンチャンネル「中央競馬中継」
- 日経ラジオ社「中央競馬実況・第2放送」（原則として日曜日第2部=午後のメイン解説。まれに土曜日第2部[1]も担当する日もあるが、2017年1月から[2]、土曜日第1部も担当することが多い）　産経新聞在籍時から出演し、現在は「競馬評論家」の肩書で出演